# Campus des métiers et des qualifications
Les campus des métiers et des qualifications ("CMQ") est un label, créé par décret du 29 septembre 2014, permettant d'identifier un réseau d’établissements d’enseignement secondaire général, technologique, professionnel et d’enseignement supérieur, d’organismes de formation, de laboratoires de recherche et de partenaires économiques et associatifs centrés sur des filières spécifiques et sur un secteur d'activité correspondant à un enjeu économique national ou régional.

## Histoire
La loi pour la refondation de la République contient une partie  orientations, dans le  I. ― Une refondation pédagogique la création de campus est ainsi prévue "Au-delà de la nécessaire modernisation de la carte des formations, il conviendra de faire émerger des campus des métiers, pôles d'excellence offrant une gamme de formations professionnelles, technologiques et générales, dans un champ professionnel spécifique. Ces campus pourront accueillir différentes modalités de formation (statut scolaire, apprentissage, formation continue, validation des acquis de l'expérience) et organiser des poursuites d'études supérieures et des conditions d'hébergement et de vie sociale".
Les campus des métiers et des formations sont en conséquence le dispositif national qui découle de la loi pour la refondation de l'École. Chacun d'eux doit être labellisé par les ministères de l’Éducation nationale et de l’Enseignement supérieur, et ce pour une durée de quatre ans.
Les Campus ont été l'objet d'un premier bilan contrasté en 2017.
Le ministre a exprimé, le 28 mai 2018, la volonté de faire émerger une nouvelle génération de campus à partir d'un cahier des charges national. Il introduit une nouvelle catégorie "Excellence" qui répond aux mêmes critères que les Campus des métiers et des qualifications avec un niveau d'exigence plus élevé.
Les campus ne sont pas des lieux physiques, mais résulte de la réunion d'acteurs autour d'une filière spécifique sur un territoire donné, le tout dans un partenariat entre des établissements de formation, lycées, CFA, universités, écoles d’ingénieurs, des établissements de recherche, des entreprises d’une même filière professionnelle, et des partenaires de l'emploi, services de l'État, collectivités locales (région).
L’action « Territoires d’innovation pédagogique », lancée en 2018 et financée par le troisième programme d’investissement d’avenir (PIA 3), a permis de doter une trentaine de campus des métiers et des qualifications (CMQ) de ressources conséquentes pour accélérer la modernisation de la formation professionnelle à l’échelle des territoires. Une étude du Céreq publiée en septembre 2024, présentait une évaluation de cette action et mettait en lumière les avancées et les perspectives ouvertes par ces initiatives. L'étude soulignait notamment que les campus favorisent la collaboration entre différents types d'acteurs - enseignement secondaire et supérieur, entreprises, organismes de formation, collectivités territoriales - et chaque partenaire interagit en moyenne avec cinq types de partenaires différents, témoignant d'un réel décloisonnement des relations. 

## Attribution du label
Pour obtenir le label les candidats doivent respecter le cahier des charges.
rédigé par le ministère de l'éducation nationale et de la jeunesse, le ministère de l'enseignement supérieur, de la recherche et de l'innovation, en lien avec le ministère du travail et le ministère de l'économie et des finances. Il décrit 11 critères : un diagnostic partagé de l'analyse socio-économique et des enjeux identifiés ; le périmètre des acteurs, des territoires, des structures et des certifications ;  les objectifs stratégiques du campus ;  le comité d'orientation stratégique des campus  ainsi que le pilotage opérationnel ; les moyens financiers et humains mis en œuvre  ; les outils de communication ; les lieux d'innovation et d'épanouissement pour les bénéficiaires ; les parcours innovants de formation professionnelle ; le développement et la visibilité à l'international ; la démarche qualité.
Le dossier est transmis au ministère de l’éducation nationale et de la jeunesse et au ministère de l’enseignement supérieur,
de la recherche et de l’innovation. Un groupe d’experts représentant à la fois les ministères labellisateurs et les partenaires économiques
et les régions, expertise les candidatures.
Le label est attribué par arrêté interministériel du ministre de l’éducation nationale et de la jeunesse,du ministre de l’enseignement supérieur, de la recherche et de l’innovation, du ministre du travail et du ministre de l’économie et des finances.

## Liste des CMQ

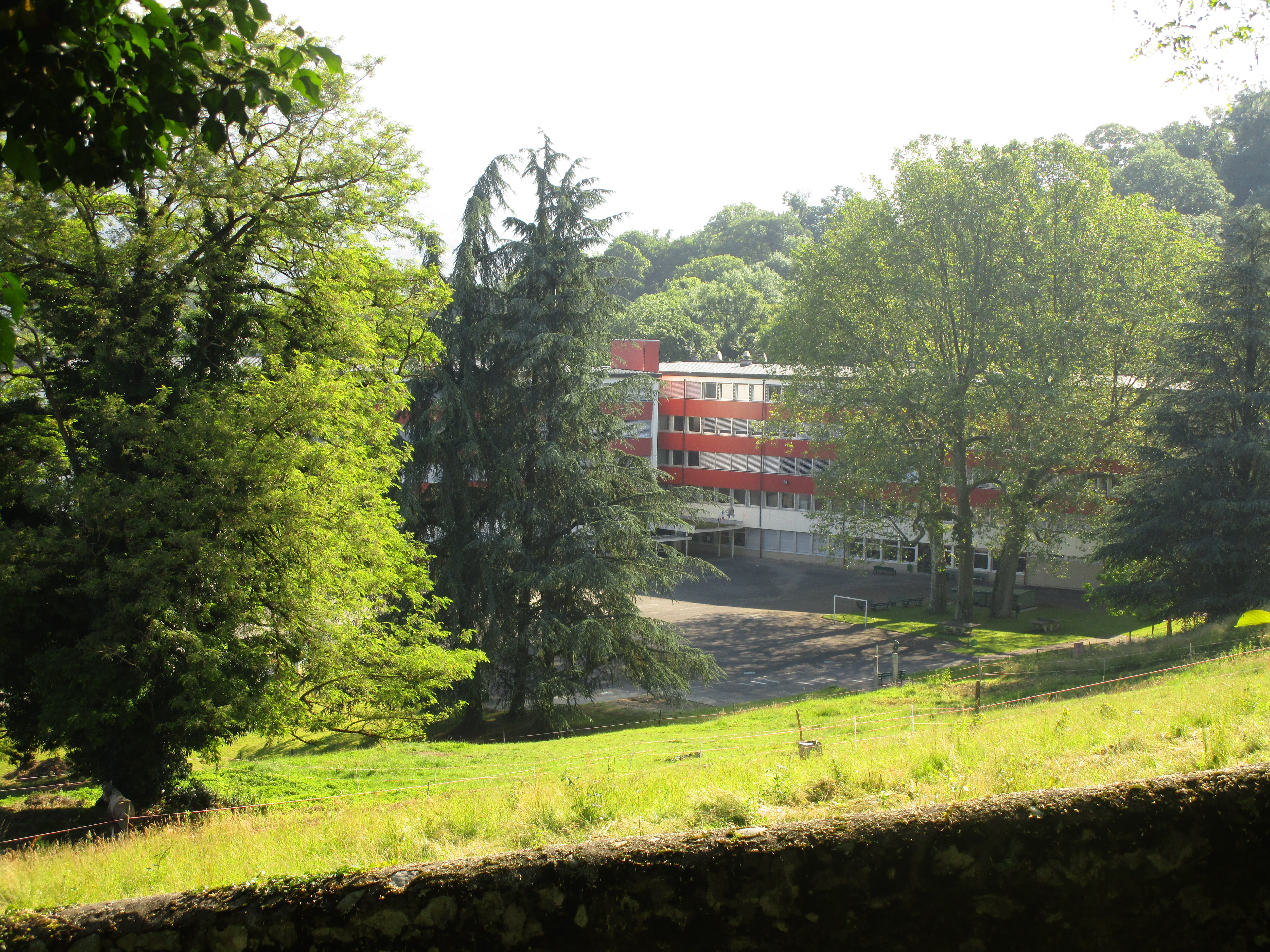
Lycée professionnel agricole de La Cardinière à Chambéry

Il existe, en 2019, 95 campus des métiers et des qualifications, labellisés entre 2014 et 2018  :

### Transports et logistique
- Campus des métiers et des qualifications Aéronautique Auvergne[6] (Clermont-Ferrand /Issoire).
- Mobicampus, automobile et des mobilités du futur[7] (Bourgogne Franche-Comté).
- Campus des métiers et des qualifications des industries de la mer[8] (Bretagne occidentale, avec le pôle brestois).
- Campus des métiers et des qualifications du ferroviaire, de l'industrie automobile et de l'écomobilité[9] : conception, production et maintenance (agglomération Maubeuge Val de SambreCommunauté d'Agglomération de la porte du Hainaut, Communauté d'Agglomération de Valenciennes Métropole).
- Campus des métiers et des qualifications Aéronautique et spatial[10] : conception, production et maintenance (Essonne, Paris et Seine-et-Marne).
- Campus des métiers et des qualifications de la conception et de la construction automobile[11]
- Campus des métiers et des qualifications des industries de la mobilité[12] (Normandie).
- Campus des métiers et des qualifications de l'aéronautique[13] (Nouvelle-Aquitaine,  Châtellerault – Poitiers - Rochefort).
- Campus des métiers et des qualifications de l'aéronautique et du spatial (Nord de l'Aquitaine, Latresne).
- Campus des métiers et des qualifications de l'aéronautique et du spatial[14] (Occitanie, Toulouse et son agglomération).
- Campus des métiers et des qualifications Nauti-campus[15] (littoral méditerranéen).
- Campus des métiers et des qualifications de l'aéronautique[16] (Nantes, Laval, Sarthe, Maine-et-Loire).
- Campus des métiers et des qualifications Nautisme[17] (Pays de la Loire).
- Campus des métiers et des qualifications de l'aéronautique[18] (Aix-en-Provence, Gap-Tallard, Gardanne, Istres, La Garde, Marignane, Marseille, Toulon).
- Campus des métiers et des qualifications de la mer[19] (Alpes-Maritimes, Var, Bouches-du-Rhône).
- Campus des métiers et des qualifications d'excellence de la mobilité et transports intelligents (Toulouse, Occitanie).
- Campus des métiers et des qualifications Transport, logistique, sécurité (Hauts-de-France, Somme, Aisne, Oise, Pas de Calais (Bapaume).).
- Campus des métiers et des qualifications relation client 3.0 [20](Hauts-de-France, villes de Lille, Roubaix, Tourcoing, territoire de la Métropole Européenne de Lille).
- Campus des métiers et des qualifications de l'hub aéroportuaire et des échanges internationaux[21] (Île-de-France, Grand Roissy - Le Bourget avec plusieurs périmètres emboîtés).
- Campus des métiers et des qualifications de la relation Client (Provence-Alpes-Côte d'Azur[22], Région académique Provence-Alpes-Côte d'Azur).
- Campus des métiers et des qualifications du transport, logistique et commerce de gros (Occitanie, Académie de Montpellier).
- Campus des métiers et des qualifications Du management & services numériques[23] (La Réunion, océan Indien).

### Tourisme

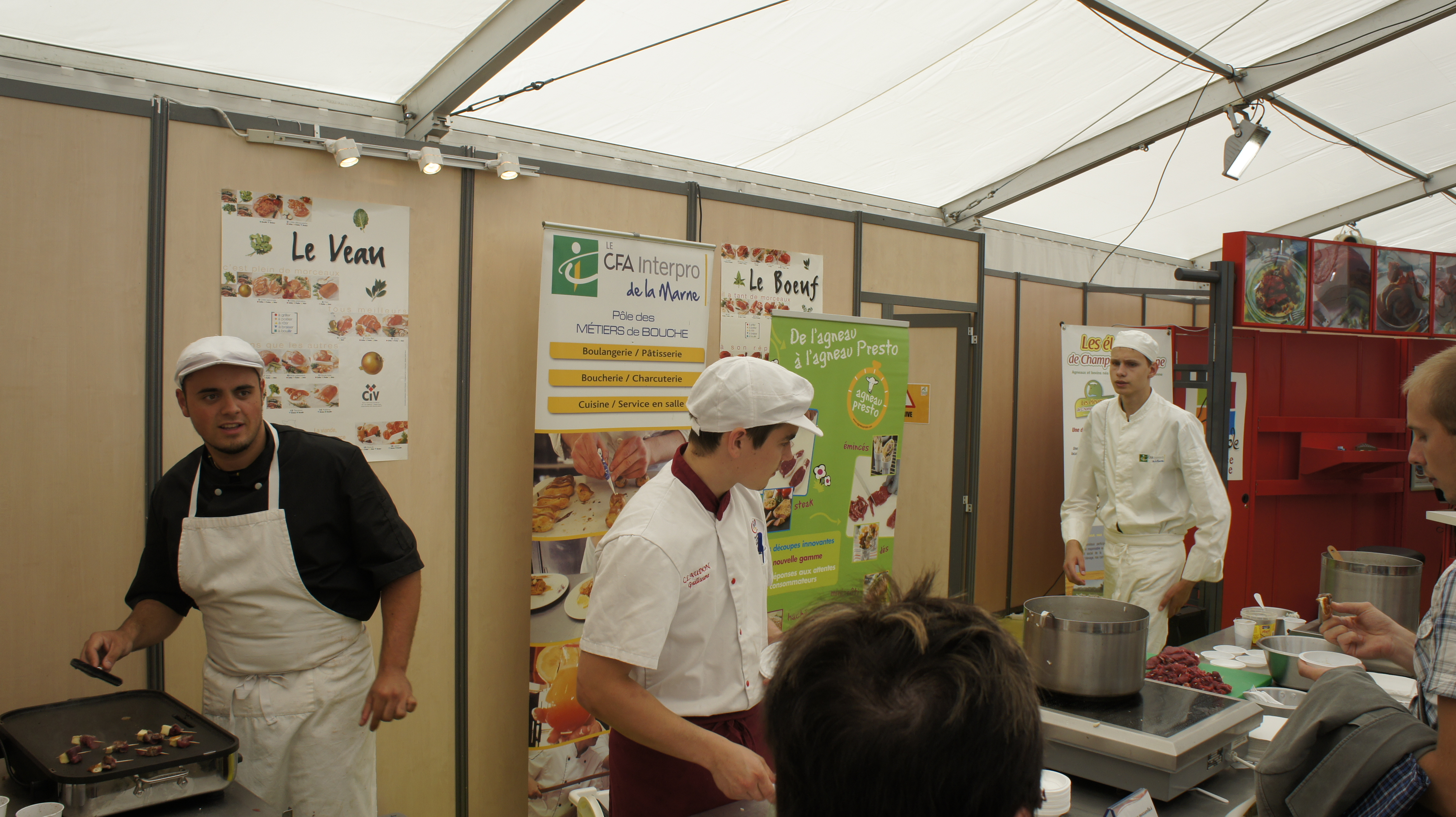
Des apprentis de CFA des métiers de la bouche, Marne.

- Campus des métiers et des qualifications des métiers de l'hôtellerie et du tourisme de montagne[24] (Auvergne-Rhône-Alpes, Savoie-Leman, Mont Blanc, départements de la Savoie et de la Haute-Savoie ).
- Campus des métiers et des qualifications de l'alimentation, du goût et du tourisme[25] (Bourgogne-Franche-Comté).
- Campus des métiers et des qualifications du tourisme et art de vivre ensemble[26] (Centre-Val de Loire).
- Campus des métiers et des qualifications du tourisme intégré et de la valorisation de la Guadeloupe[27] (Guadeloupe  et Caraïbes).
- Campus des métiers et des qualifications du tourisme et de l'innovation[28] (Hauts-de-France : Grand Littoral Côte d'Opale, ville du Touquet Paris-Plage et territoire du pays du Montreuillois).
- Campus des métiers et des qualifications de l'économie touristique (Île-de-France : Val d'Europe avec extension à l'Île-de-France).
- Campus des métiers et des qualifications de la production culinaire de la terre et de la mer et de la gastronomie[29] (Nouvelle-Aquitaine : deux axes, l'un La Rochelle - Royan - Jonzac, l'autre Nord Deux-Sèvres - Angoulême, Poitiers).
- Campus des métiers et des qualifications de la gastronomie, de l'hôtellerie et du tourisme[30] (Occitanie).
- Campus des métiers et des qualifications du tourisme pyrénéen[31] (Occitanie, départements Ariège, Haute-Garonne et Hautes-Pyrénées).
- Campus des métiers et des qualifications Tourisme restauration et international[32] (Pays de la Loire).
- Campus des métiers et des qualifications du tourisme, de l'hôtellerie et de la restauration[33] (Provence-Alpes-Côte d'Azur, départements des Alpes-Maritimes et du Var).

### Design, audiovisuel
- Campus des métiers et des qualifications du design, des matériaux et des innovations[34] (Auvergne-Rhône-Alpes, départements de l'Allier, du Puy-de-Dôme, du Cantal, de la Haute-Loire)..
- Campus des métiers et des qualifications du textile, de la mode, du cuir et du design (Auvergne-Rhône-Alpes[35],  villes de Lyon, Romans, Saint-Étienne et Roanne).
- Campus des métiers et des qualifications de la maroquinerie et des métiers d'art[36] (Bourgogne-Franche-Comté).
- Campus des métiers et des qualifications de l'audiovisuel et du cinéma (Guadeloupe).
- Campus des métiers et des qualifications de l'image numérique et des industries créatives (Hauts-de-France, Lille métropole, Roubaix, Tourcoing, Valenciennois et Cambrésis)..
- Campus des métiers et des qualifications Cuir, textile, mode et luxe[37] (Nouvelle-Aquitaine).
- Campus des métiers et des qualifications du design et des industries créatives (Occitanie, académie de Montpellier).
- Campus des métiers et des qualifications des industries créatives de la mode et du luxe[38] (Pays de la Loire, Choletais).
- Campus des métiers et des qualifications du développement culturel[39] (Provence-Alpes-Côte d'Azur, Vaucluse, Bouches-du-Rhône, Alpes-Maritimes).

### Bâtiment, construction et travaux publics

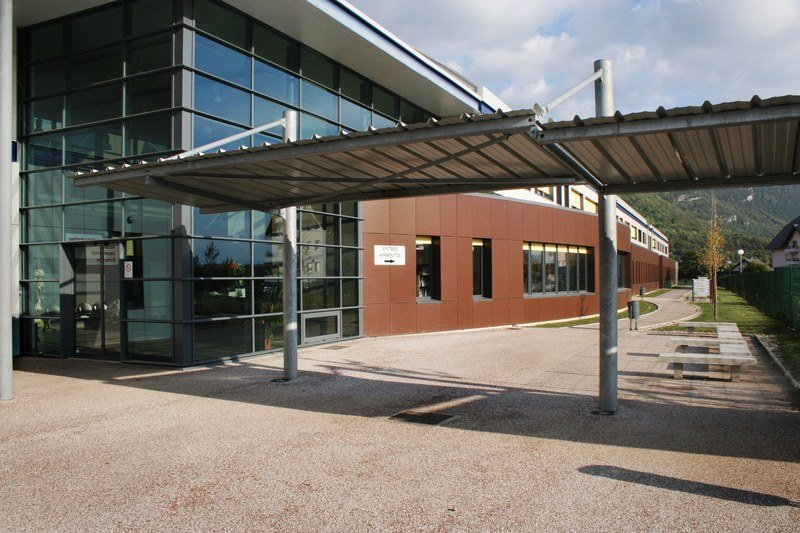
Un BTP CFA en Savoie (73).

- Campus des métiers et des qualifications du design et de l'habitat[40] (Auvergne-Rhône-Alpes, Loire).
- Campus des métiers et des qualifications Urbanisme et construction, vers une ville intelligente (Auvergne-Rhône-Alpes,  Ville de Vaulx-en-Velin et Lyon Métropole)..
- Campus des métiers et des qualifications Transfrontalier, construction durable et innovante[41] (Auvergne-Rhône-Alpes, Nord-Isère, Grand Genève français et Suisse)..
- Campus des métiers et des qualifications du bâtiment durable en Bretagne[42] (Bretagne,Rennes et Brest)..
- Campus des métiers et des qualifications de l'éco-construction et de l'efficacité énergétique[43] (Grand Est, Communauté urbaine de Strasbourg (dont Illkirch Graffenstaden).
- Campus des métiers et des qualifications du bois, de l'éco-construction et de l'éco-technologie[44] (Guyane).
- Campus des métiers et des qualifications des travaux publics[45] (Hauts-de-France, Communauté d'agglomération de l'Artois, Bruay-la-Buissière, Béthune, élargie à une partie du département du Pas-de-Calais)..
- Campus des métiers et des qualifications Bâtiments et systèmes énergétiques intelligents 3.0 (Hauts-de-France, Pôle Métropolitain (Lens, Liévin, Artois, Douaisis, Béthune, Bruay, la communauté urbaine d'Arras et la ville d'Arras, Amiens Métropole, Métropole Européenne de Lille, Valenciennes).
- Campus des métiers et des qualifications du génie civil et de l'éco-construction en milieu tropical[46] (La Réunion, Mayotte).
- Campus des métiers et des qualifications de la construction durable et de l'éco-réhabilitation[47] (Nouvelle-Aquitaine, territoires ruraux faiblement industrialisés, au carrefour de la Creuse, de la Haute-Vienne, de la Haute-Corrèze et bassin de Felletin)..
- Campus des métiers et des qualifications du génie civil et des infrastructures intelligentes[48] (Nouvelle-Aquitaine, Bassin d’Égletons, zones rurales de la Corrèze).
- Campus des métiers et des qualifications du BTP et des usages du numérique[49] (Occitanie, départements de l'Ariège, le Gers, la Haute-Garonne et le Tarn-et-Garonne).
- Campus des métiers et des qualifications des bâtisseurs de constructions d’avenir en Pays de la Loire[50] (Pays de la Loire).
- Campus des métiers et des qualifications de la plasturgie, Plasticampus[51] (Auvergne-Rhône-Alpes, Vallée de la plasturgie, Plastic Valley, Bellignat-Oyonnax, Vaulx-en-Velin, Val-Bugey-Léman).
- Campus des métiers et des qualifications du bois[52] (Grand Est Épinal (Vosges). : axe Remiremont et Neufchâteau).
- Campus des métiers et des qualifications des matériaux composites et des plastiques[53] (Grand Est,Le territoire "transfontalier" de la Moselle-Est (sur les régions de la Sarre et de la Lorraine).
- Campus des métiers et des qualifications des procédés et des matériaux innovants[54] (Grand Est, Châlons-en-Champagne, Reims, Ardennes et partie nord de la région).
- Campus des métiers et des qualifications de la métallurgie et de la plasturgie[55] (Hauts-de-France, Amiens, Albert, Meaulne, Saint-Quentin, Chauny, Laon, Hirson, Compiègne et Soissons).
- Campus des métiers et des qualifications de la forêt et du bois[56] (Nouvelle-Aquitaine).

### Énergie, chimie et industrie
- Campus des métiers et des qualifications des énergies (Auvergne-Rhône-Alpes, Grenoble et agglomération).
- Campus des métiers et des qualifications de la lumière intelligente et des solutions d'éclairage durables[57] (Auvergne-Rhône-Alpes, Lyon Métropole et sa région).
- Campus des métiers et des qualifications du territoire intelligent[58] (Bourgogne-Franche-Comté).
- Campus des métiers et des qualifications de la transition énergétique[59] (Corse).
- Campus des métiers et des qualifications de l'énergie et de la maintenance[60] (Grand Est, Vallée de la Fensch (vallée européenne des matériaux et de l'énergie).. Zones de Thionville-Hayange-Knutange).
- Campus d'Excellence International Normand des Energies (CEINE)[61] (Normandie).
- Campus des métiers et des qualifications du process et des technologies en milieux sensibles[62] (Occitanie, Bassin d'activité Marcoule-Tricastin - Etablissements d'enseignement et de formation du Gard et de l'Hérault).
- Campus des métiers et des qualifications de la transition énergétique[63] (Occitanie, Hautes Pyrénées).
- Campus des métiers et des qualifications de l'habitat, des énergies renouvelables et de l'éco-construction (Occitanie, Bassin nîmois).
- Campus des métiers et des qualifications de la bioraffinerie végétale et des biotechnologies industrielles[64] (Grand Est, Champagne - Ardenne).
- Campus des métiers et des qualifications de la bioraffinerie végétale et de la chimie durable[65] (Hauts-de-France, Aisne, Oise, Somme).
- Campus des métiers et des qualifications des biotechnologies et des bio-industries[66] (Normandie, Évreux - axe Seine / axe Normandie-Centre).

### Soins et services à la personne, bien-être
- Campus des Métiers et des Qualifications d'Excellence, Autonomie & Inclusion, Grand Est.
- Campus des métiers et des qualifications de l'autonomie, de la longévité et de la santé[67] (Hauts-de-France, Nord-Pas-de-Calais).
- Campus des métiers et des qualifications du thermalisme, du bien-être et de la pleine santé[68] (Auvergne-Rhône-Alpes).
- Campus des métiers et des qualifications Silver économie, bien vivre à domicile[69] (Provence-Alpes-Côte d'Azur, Région académique Provence-Alpes-Côte d'Azur).
- Campus des métiers et des qualifications des industries cosmétique et pharmaceutique[70] (Centre-Val de Loire, départements d'Eure-et-Loir, du Loiret, de Loir-et-Cher et d'Indre-et-Loire).
- Campus des métiers et des qualifications Arômes, parfums, cosmétiques (Provence-Alpes-Côte d'Azur).

### Alimentaire, agroalimentaire
- Campus des métiers et des qualifications des produits agroalimentaires[71] (Auvergne-Rhône-Alpes, Auvergne).
- Campus des métiers et des qualifications des techniques et des technologies alimentaires[72] (Bretagne, Cornouaille - Finistère).
- Campus des métiers et des qualifications de l'agroalimentaire[73] (Grand Est : Alsace).
- Campus des métiers et des qualifications De la filière alimentaire de demain[74] (Pays de la Loire).
- Campus des métiers et des qualifications des agrosciences, de l'agroalimentaire et de l'alimentation[75] (Provence-Alpes-Côte d'Azur, Vaucluse et Bouches-du-Rhône).

### Numérique et télécommunications
- Campus des métiers et des qualifications du numérique et du design (Auvergne-Rhône-Alpes, axe Clermont-Ferrand / Puy-en-Velay / Aurillac / Montluçon).
- Campus des métiers et des qualifications du numérique[76] (Auvergne-Rhône-Alpes, Drôme, Ardèche).
- Campus des métiers et des qualifications des technologies et des usages numériques[77] (Bretagne, avec le pôle Lannion - Trégor au cœur du Campus=
- Campus des métiers et des qualifications de la création numérique, de l'image et du son[78] (Île-de-France, départements de Paris, Seine-Saint-Denis, Hauts-de-Seine).
- Campus des métiers et des qualifications Numérique (Provence-Alpes-Côte d'Azur).
- Campus des métiers et des qualifications de la mécanique connectée[79] (Auvergne-Rhône-Alpes, Savoie et Mont-Blanc).
- Campus des métiers et des qualifications des microtechniques et des systèmes intelligents[80] (Bourgogne-Franche-Comté).
- Campus des métiers et des qualifications de l'industrie technologique innovante et performante[81] (Bourgogne-Franche-Comté).
- Campus des métiers et des qualifications de la mécatronique, des matériaux intelligents, des capteurs et des objets connectés[82] (Centre-Val de Loire, L’Orléanais Sud et huit bassins d’emploi, notamment les zones d’emploi de Bourges, Romorantin et Châteauroux, ainsi que l’ensemble de la partie Sud-Est de la région).
- Campus des métiers et des qualifications d'excellence de l'industrie du futur (Occitanie, Départements de l'Aveyron et du Lot).
- Campus des métiers et des qualifications d'excellence - Digitalisation et usage de l'intelligence artificielle CaMéX-IA (Grand Est)